# Claude S. Hudson Award in Carbohydrate Chemistry
Der Claude S. Hudson Award in Carbohydrate Chemistry ist ein Preis der American Chemical Society für Chemie der Kohlenhydrate. Er ist mit 5000 Dollar dotiert und wird seit 1995 alle zwei Jahre vergeben (davor jährlich seit 1946). Erster Preisträger und Namensgeber war Claude S. Hudson.

## Preisträger
- 1946 Claude S. Hudson
- 1947 Frederick J. Bates
- 1948 Frederick W. Zerban
- 1950 William B. Newkirk
- 1951 William D. Horne
- 1952 Melville L. Wolfrom
- 1953 George P. Meade
- 1954 Horace S. Isbell
- 1955 Kenneth R. Brown
- 1956 James M. D. Brown
- 1957 Julian K. Dale
- 1958 Hermann O. L. Fischer
- 1959 W. Ward Pigman
- 1960 Roy L. Whistler
- 1961 John C. Sowden
- 1962 Fred Smith
- 1963 Nelson K. Richtmyer
- 1964 Dexter French
- 1965 Carlyle Gordon Caldwell[1]
- 1966 Raymond U. Lemieux
- 1967 William Z. Hassid
- 1968 Hewitt G. Fletcher Jr.
- 1969 John K. Netherton Jones
- 1970 Norman F. Kennedy
- 1971 Robert S. Tipson
- 1972 Derek Horton
- 1973 Roger W. Jeanloz
- 1974 Wendell W. Binkley
- 1975 Hans H. Baer
- 1976 Sidney M. Cantor
- 1977 Jack J. Fox
- 1978 Michael Heidelberger
- 1979 Arthur S. Perlin
- 1980 George A. Jeffrey
- 1981 Clinton E. Ballou
- 1982 Stephen Hanessian
- 1983 Bengt Lindberg
- 1984 Laurens Anderson
- 1985 Hans Paulsen
- 1986 Gerald O. Aspinall
- 1987 Stephen J. Angyal
- 1988 Leslie Hough
- 1989 Walter A. Szarek
- 1990 Bertram O. Fraser-Reid
- 1991 Per J. Garegg
- 1992 Akira Kobata
- 1993 Irwin J. Goldstein
- 1994 J. F. G. Vliegenthart (Hans Vliegenthart, Utrecht)
- 1995 Tomoya Ogawa
- 1997 Samuel J. Danishefsky
- 1999 Chi-Huey Wong
- 2001 Yuan Chuan Lee
- 2003 Robert J. Linhardt
- 2005 David R. Bundle
- 2007 Pierre Sinay
- 2009 Peter H. Seeberger
- 2011 Richard R. Schmidt
- 2013 Laura L. Kiessling
- 2015 Geert-Jan Boons
- 2017 David Crich
- 2019 Hung-Wen (Ben) Liu
- 2021 Peng G. Wang, Yukishige Ito
- 2023 James Paulson